# 愛知県立半田農業高等学校
愛知県立半田農業高等学校（あいちけんりつ はんだのうぎょうこうとうがっこう）は、愛知県半田市にある県立の農業高等学校。
酒類等製造免許を持ち、あいちSTEM教育推進事業指定校でもある。

## 設置学科
※ 人数は、各学年の人数
- 農業科学科 - 2クラス計80人
- 施設園芸科 - 1クラス40人
- 食品科学科 - 1クラス40人
- 生活科学科 - 1クラス40人

## 沿革
- 1886年（明治19年） - 農業講習所が開所。
- 1889年（明治22年） - 知多郡簡易農学校と改称、知多郡農学校と改称。
- 1923年（大正12年） - 愛知県半田農業学校と改称。
- 1948年（昭和23年） - 愛知県立半田農業高等学校と改称。
- 1949年（昭和24年） - 愛知県立半田高等学校に統合。
- 1950年（昭和25年） - 愛知県立半田農業高等学校として独立。
- 1999年（平成11年） - 創立100周年記念事業を行う。

## 部活動

### 運動部
- 野球部
- 柔道部
- 陸上競技部
- バスケットボール部
- サッカー部
- ソフトテニス部
- 卓球部
- バドミントン部
- バレーボール部（女子のみ）
- ソフトボール部（女子のみ）

### 文化部
- ボランティア部
- 美術工芸部
- 茶華道部
- 写真部
- 英語部
- 吹奏楽部

## 所在地
- 愛知県半田市柊町1丁目1番地

## 交通アクセス
- 名鉄河和線 住吉町駅から徒歩で約10分。
- JR武豊線 半田駅から徒歩で約25分。

## 主な出身者
- 岩本好広（元プロ野球選手）
- 竹内雄作（競輪選手）